# Prélude et fugue en ré majeur (BWV 850)
Le Clavier bien tempéré I
Pour un article plus général, voir Le Clavier bien tempéré.
Le prélude et fugue en ré majeur (BWV 850) est le cinquième couple de préludes et fugues du premier livre du Clavier bien tempéré de Jean-Sébastien Bach, compilé vers 1722.
Le prélude en mouvement perpétuel, est une étude dévolue à la main droite. La fugue à quatre voix, prend la découpe d'une ouverture à la française en rythmes pointés, avec un sujet atypique qui évoque Haendel.

## Prélude
Le prélude, noté , comporte 35 mesures. Le thème en perpetuum mobile est conçu comme une étude de la main droite pour la précision, alors que le pouce et le cinquième doigt subissent un écart important. L'attention est d'autant portée sur la main droite, que la main gauche se cantonne à ponctuer les temps, comme des pizzicatos.

## Fugue
La fugue à quatre voix, notée , longue de 29 mesures, présente un sujet à la Haendel au caractère somptueux et puissant, avec ses rythmes pointés qui évoquent une ouverture à la française. 
Le sujet est atypique, « lancé par un vif ressort de triples croches, mais aussitôt rassis sur un sage rythme pointé » ; tout comme cette fugue sans contre-sujet véritable, ni strette. Au cours des divertissements, la formule en doubles-croches (empruntée à la mesure 3) n'en sera que plus mise en valeur (mesures 9–10, 17).
Le rythme pointé de la troisième mesure doit se réaliser comme une croche liée à une triple. La même présentation se retrouve dans le Prélude en fa-dièse majeur.

## Genèse
Le prélude existait dans un état antérieur plus court (22 mesures) dans le Clavierbüchlein de Wilhelm Friedemann Bach (no 17), et dans une copie de Forkel, qui correspond aux mesures 1–18 et 27–29 de la version définitive.

## Postérité
Emmanuel Alois Förster (1748–1823) a réalisé un arrangement pour quatuor à cordes de la fugue, interprété notamment par le Quatuor Emerson.
Théodore Dubois en a réalisé une version pour piano à quatre mains, publiée en 1914.
Heitor Villa-Lobos en a arrangé la fugue pour un orchestre de violoncelles à la demande du violoniste Antonio Lysy et publié chez Max Eschig,. Il place le prélude no 22 en premier et alterne quatre fugues avec deux autres préludes : la présente Fugue en ré (BWV 850), Prélude no 14 (livre II), Fugue no 1 (livre I), Prélude et fugue no 8 (livre I), Fugue no 21 (livre I).